# Azzanello
Azzanello – miejscowość i gmina we Włoszech, w regionie Lombardia, w prowincji Cremona.
Według danych na rok 2004 gminę zamieszkiwało 670 osób, 60,9 os./km².